# Èvre
Die Èvre ist ein Fluss in Frankreich, der im Département Maine-et-Loire, in der Region Pays de la Loire verläuft. Sie entspringt im Gemeindegebiet von Chemillé-en-Anjou, entwässert in vielen Mäandern generell Richtung Nordwest durch die Landschaft Mauges und mündet nach rund 92 Kilometern beim Ort Le Vieux Bourg, knapp westlich von Saint-Florent-le-Vieil, als linker Nebenfluss in die Loire.

## Orte am Fluss
- Vezins
- Trémentines
- Le May-sur-Èvre
- La Jubaudière
- Jallais
- Beaupréau
- Le Fief-Sauvin
- Montrevault
- La Chapelle-Saint-Florent